# Alojzy Jarguz
Alojzy Jarguz (Rogoźno, 1934. március 19. – 2019. április 22.) lengyel nemzetközi labdarúgó-játékvezető. Polgári foglalkozása a Mazuri tavaknál fekvő üdülő igazgatója.

## Pályafutása

### Nemzeti játékvezetés
Játékvezetésből 1958-ban Obornikiben vizsgázott. Vizsgáját követően a Powiat obornicki Labdarúgó-szövetség által üzemeltetett labdarúgó bajnokságokban kezdte sportszolgálatát[forrás?]. A Lengyel Labdarúgó-szövetség Játékvezető Bizottságának (JB) minősítésével 1965-től a Ekstraklasa játékvezetője. Küldési gyakorlat szerint rendszeres partbírói szolgálatot is végzett. Pályafutása alatt mintegy 1200 mérkőzésen volt játékvezető vagy partbíró. A nemzeti játékvezetéstől 1984-ben búcsúzott. Ekstraklasa bajnoki mérkőzéseinek száma: 250.

#### Nemzeti kupamérkőzések
Vezetett kupadöntők száma: 3.

##### Lengyel labdarúgókupa
| Időpont          | Helyszín                          | Mérkőzés típusa | Mérkőzés                             | Eredmény | Nézők száma |
| ---------------- | --------------------------------- | --------------- | ------------------------------------ | -------- | ----------- |
| 1976. május 1.   | Wojska Polskiego Stadion, Varsó   | döntő           | WKS Śląsk Wrocław–Stal Mielec        | 2 – 0    | 15 000      |
| 1979. május 9.   | MOSiR Bystrzyca Stadion, Lublin   | döntő           | Arka Gdynia–Wisła Kraków SA          | 2 – 1    | 15 000      |
| 1981. június 24. | Miejski w Kaliszu Stadion, Kalisz | döntő           | KP Legia Warszawa–MKS Pogoń Szczecin | 1 – 0    | 12 000      |

### Nemzetközi játékvezetés
A Lengyel labdarúgó-szövetség Játékvezető Bizottsága (JB) terjesztette fel nemzetközi játékvezetőnek, a Nemzetközi Labdarúgó-szövetség (FIFA) 1975-től tartotta nyilván bírói keretében. A FIFA JB központi nyelvei közül a németet beszéli. Több nemzetek közötti válogatott, valamint Kupagyőztesek Európa-kupája és UEFA-kupa klubmérkőzést vezetett, vagy működő társának partbíróként segített. A FIFA JB engedélyével az Egyesült Arab Emírségekben, az arab ligában több bajnoki mérkőzést vezetett. A lengyel nemzetközi játékvezetők rangsorában, a világbajnokság-Európa-bajnokság sorrendjében többedmagával a 4. helyet foglalja el 8 találkozó szolgálatával. A nemzetközi játékvezetéstől 1984-ben búcsúzott. Vezetett válogatott mérkőzéseinek száma: 13. Vezetett nemzetközi klubmérkőzéseinek száma: 25.

#### Labdarúgó-világbajnokság
Az U20-as, az 1979-es ifjúsági labdarúgó-világbajnokságon, illetve az 1981-es ifjúsági labdarúgó-világbajnokságon a FIFA JB hivatalnokként alkalmazta.

##### 1979-es ifjúsági labdarúgó-világbajnokság
| Időpont             | Helyszín           | Mérkőzés típusa              | Mérkőzés            | Eredmény | Nézők száma |
| ------------------- | ------------------ | ---------------------------- | ------------------- | -------- | ----------- |
| 1979. augusztus 27. | Chuo Stadion, Kóbe | csoportmérkőzés (C. csoport) | Portugália–Paraguay | 1 – 0    | 5 000       |

##### 1981-es ifjúsági labdarúgó-világbajnokság
| Időpont          | Helyszín                      | Mérkőzés típusa              | Mérkőzés             | Eredmény | Nézők száma |
| ---------------- | ----------------------------- | ---------------------------- | -------------------- | -------- | ----------- |
| 1981. október 3. | Sports Ground Stadion, Sydney | csoportmérkőzés (D. csoport) | Ausztrália–Argentína | 2 – 1    | 15 814      |

---
Az 1978-as labdarúgó-világbajnokságon és az 1982-es labdarúgó-világbajnokságon a FIFA JB bíróként alkalmazta. Selejtező mérkőzéseket az UEFA zónában irányított. Az első lengyel játékvezető, aki világbajnokságon mérkőzést vezetett. Ha nem vezetett mérkőzést, akkor működő társának partbíróként segített. A kor elvárása szerint az egyes számú partbíró játékvezetői sérülésnél átvette a mérkőzés vezetését. 1978-ban 2 találkozón, 1982-ben egy találkozóra egyes számú, egy találkozóra 2. pozíciós küldést kapott. Világbajnokságon vezetett mérkőzéseinek száma: 2 + 4 (partbíró).

##### 1978-as labdarúgó-világbajnokság

###### Selejtező mérkőzés
| Időpont           | Helyszín                      | Mérkőzés típusa           | Mérkőzés         | Eredmény | Nézők száma |
| ----------------- | ----------------------------- | ------------------------- | ---------------- | -------- | ----------- |
| 1977. április 30. | Lehen Stadion, Salzburg       | előselejtező (3. csoport) | Ausztria–Málta   | 9 – 0    | 18 000      |
| 1977. október 12. | Municipal Stadion, Luxembourg | előselejtező (2. csoport) | Luxemburg–Anglia | 0 – 2    | 10 621      |

###### Világbajnoki mérkőzés
| Időpont          | Helyszín                | Mérkőzés típusa              | Mérkőzés  | Eredmény | Nézők száma |
| ---------------- | ----------------------- | ---------------------------- | --------- | -------- | ----------- |
| 1978. június 11. | Városi Stadion, Cordoba | csoportmérkőzés (D. csoport) | Peru–Irán | 1 – 1    | 21 000      |

##### 1982-es labdarúgó-világbajnokság

###### Selejtező mérkőzés
| Időpont          | Helyszín             | Mérkőzés típusa           | Mérkőzés                                | Eredmény | Nézők száma |
| ---------------- | -------------------- | ------------------------- | --------------------------------------- | -------- | ----------- |
| 1981. június 17. | Linzer Stadion, Linz | előselejtező (1. csoport) | Osztrák labdarúgó-válogatott–Finnország | 5 – 1    | 27 500      |

###### Világbajnoki mérkőzés
| Időpont         | Helyszín                         | Mérkőzés típusa              | Mérkőzés                     | Eredmény | Nézők száma |
| --------------- | -------------------------------- | ---------------------------- | ---------------------------- | -------- | ----------- |
| 1982. július 4. | Vicente Calderon Stadion, Madrid | csoportmérkőzés (D. csoport) | Franciaország–Észak-Írország | 1 – 4    | 37 000      |

#### Labdarúgó-Európa-bajnokság
Az 1980-as labdarúgó-Európa-bajnokságon és az 1984-es labdarúgó-Európa-bajnokságon az UEFA JB játékvezetőként foglalkoztatta.

##### 1980-as labdarúgó-Európa-bajnokság
| Időpont              | Helyszín                    | Mérkőzés típusa           | Mérkőzés          | Eredmény | Nézők száma |
| -------------------- | --------------------------- | ------------------------- | ----------------- | -------- | ----------- |
| 1978. november 29.   | Racecourse Stadion, Wrexham | előselejtező (7. csoport) | Wales–Törökország | 1 – 0    | 11 794      |
| 1979. szeptember 12. | Ullevaal Stadion, Oslo      | előselejtező (2. csoport) | Norvégia–Belgium  | 1 – 2    | 11 255      |

##### 1984-es labdarúgó-Európa-bajnokság
| Időpont           | Helyszín               | Mérkőzés típusa           | Mérkőzés                                | Eredmény | Nézők száma |
| ----------------- | ---------------------- | ------------------------- | --------------------------------------- | -------- | ----------- |
| 1982. október 13. | Ullevaal Stadion, Oslo | előselejtező (4. csoport) | Norvég labdarúgó-válogatott–Jugoszlávia | 3 – 1    | 12 264      |

#### Nemzetközi kupamérkőzések

##### Kupagyőztesek Európa-kupája
| Időpont           | Helyszín               | Mérkőzés típusa       | Mérkőzés                       | Eredmény |
| ----------------- | ---------------------- | --------------------- | ------------------------------ | -------- |
| 1977. október 19. | DVTK-stadion, Diósgyőr | előselejtező (2. kör) | Diósgyőri VTK–HNK Hajduk Split | 2 – 1    |